# John K. Holbrook
John K. Holbrook (né le 12 avril 1877 à Ripley, Tennessee et mort le 12 septembre 1948  à Buncombe) est un directeur de la photographie, scénariste, réalisateur et producteur américain de cinéma.

## Filmographie

### Comme directeur de la photographie
- 1914 : The Captain Besley Expedition
- 1915 : In the Amazon Jungles with the Captain Besley Expedition
- 1916 : Beatrice Fairfax Episode 10: Playball
- 1916 : Beatrice Fairfax
- 1917 : Patria
- 1918 : The Eagle's Eye
- 1918 : April Fool
- 1918 : A Romance of the Air
- 1919 : The Woman Under Oath
- 1919 : The Open Door
- 1919 : Her Game
- 1920 : Celle qu'on oublie (Women Men Forget) de John M. Stahl
- 1922 : Squire Phin
- 1922 : Partners of the Sunset (en)
- 1922 : The Woman Who Believed
- 1925 : The Wrongdoers

### Comme scénariste
- 1919 : The Profiteer

### Comme réalisateur
- 1918 : April Fool

### Comme producteur
- 1917 : The Crusher